# Philippe Debureau
Philippe Debureau (Hinges, 25 de abril de 1960) é um ex-handebolista profissional francês, medalhista olimpico.
Philippe Debureau fez parte do elenco medalha de bronze, em Barcelona 1992. Com 7 partidas e 5 gols.